# 白花獐牙菜
白花獐牙菜（学名：Swertia alba）为龙胆科獐牙菜属下的一个种。其种加词“alba”意为“白色的”。